# 아이스크림 두통
아이스크림 두통(영어: Ice-cream headache)은 아이스크림이나 빙수 등 찬 것을 먹은 직후에 몇 분 정도 발생하는 두통이다. 의학계의 정식 명칭이다. 별칭으로 브레인 프리즈가 있으며, 원인은 전대뇌동맥의 급속한 확장으로 인한 혈류증가다.